# Acordeón diatónico

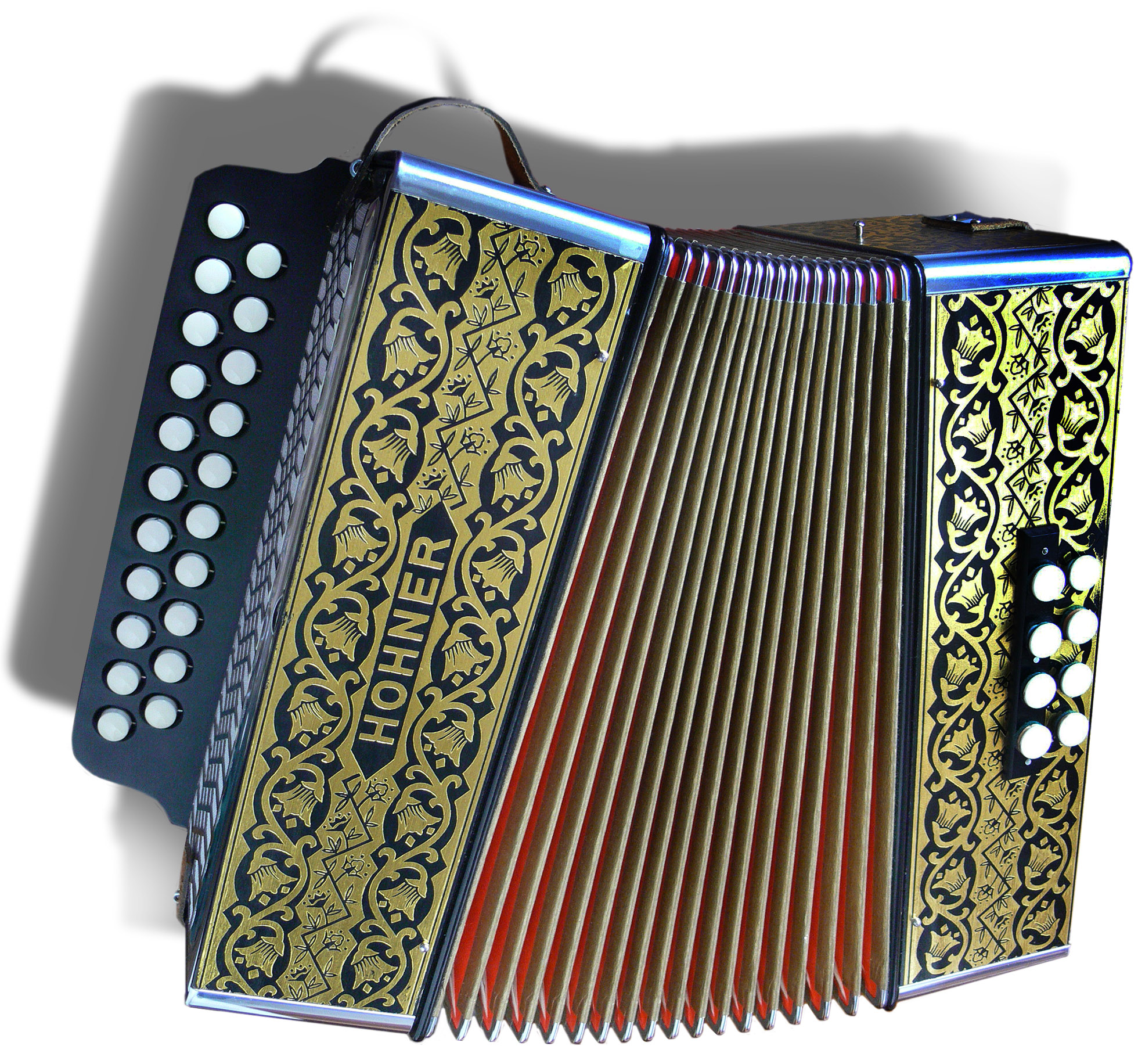
Acordeón diatónico de dos hileras.

El acordeón diatónico o melodeón, es un instrumento de la familia de los aerófonos de lengüeta libre, de la misma familia que la concertina, la armónica, o el bandoneón. Se diferencia del acordeón cromático porque su estructura musical depende de unas escalas determinadas.
Como en el acordeón cromático, en el lado derecho contiene las "líneas" o hileras que conforman la melodía, y en el lado izquierdo los botones que conforman los bajos, los acordes que acompañarán dicha melodía. Los hay de una, dos y tres líneas o hileras. Una línea tiene 10, 11 o 12 botones.
A diferencia del acordeón cromático (también conocido como 2+2 acordeón piano, aunque existen acordeones cromáticos de botones), la nota del mismo botón en un diatónico es bisonora, quiere decir que cambia dependiendo de si el aire entra o sale, cuando se abre o se cierra el fuelle.
Del número de escalas que maneja dependerá el número de "líneas" o hileras en el diapasón del acordeón. Los primeros modelos solo poseían una "línea", con el tiempo se mejoraron a dos y finalmente evolucionaron hasta a tres.

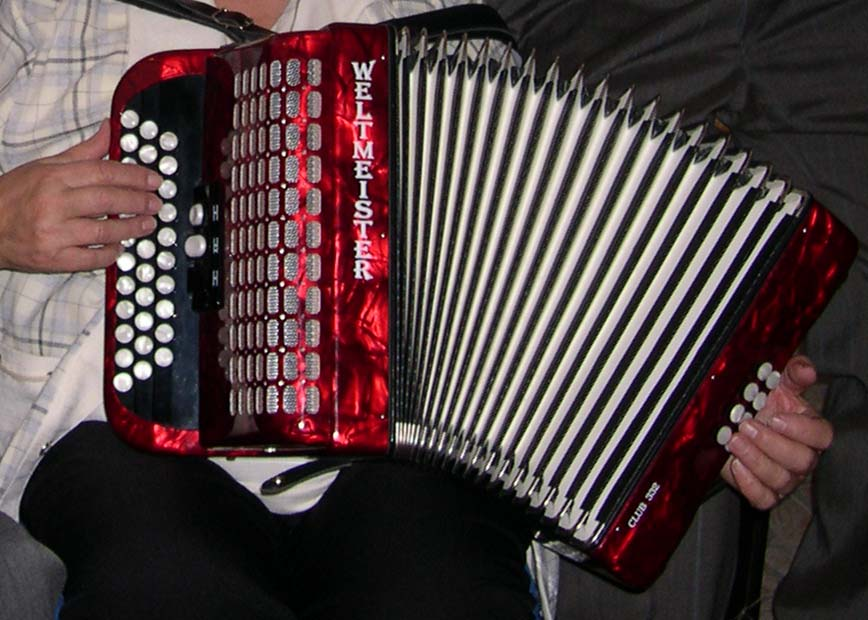
Acordeón diatónico de tres hileras.

## Historia
En 1829 Cyrill Demian patenta en Viena un prototipo de instrumento (accordion) antecesor del actual acordeón diatónico: Patente Historia. Debido a su sencillez, comodidad y escaso mantenimiento, triunfó entre las clases humildes y entre los músicos autodidactas, popularizándose con gran velocidad en la música tradicional.

## Difusión

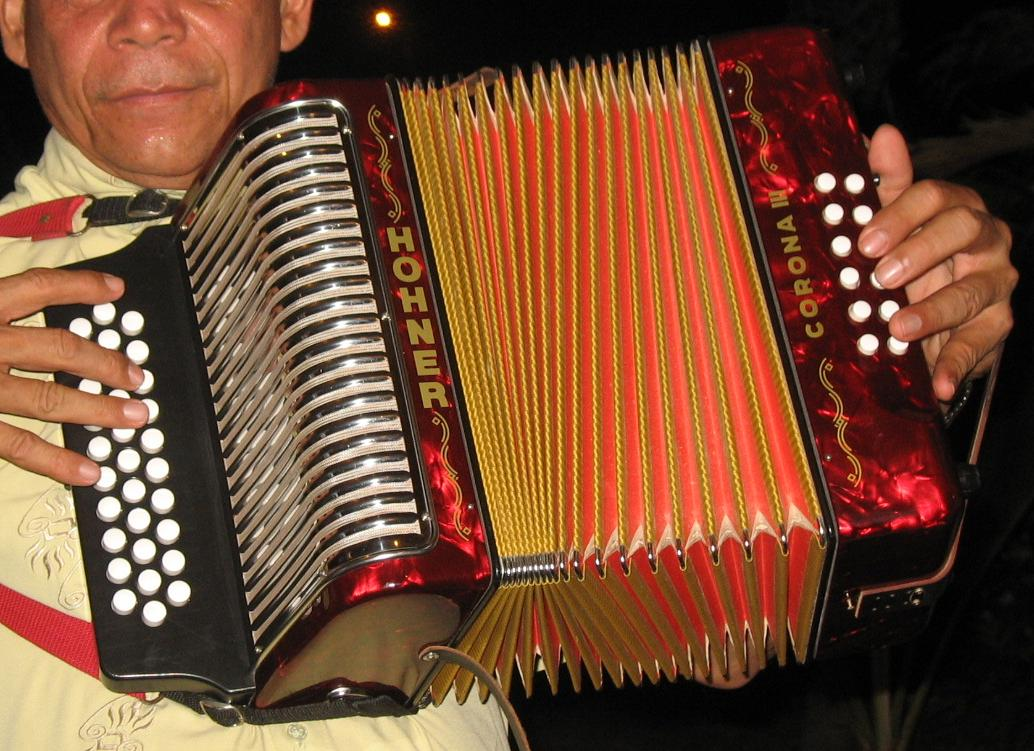
Acordeón diatónico de tres letras ejecutado por un acordeonista vallenato.

- Brasil: se conoce como «gaita-ponto». Se utiliza en todo el país, en particular en la región Sur, en ritmos característicos de la música gaúcha brasileña.[2]
- Colombia: el acordeón diatónico se usa en ritmos folclóricos y típicos de la Costa Caribe como el vallenato (ritmos paseo, puya y son), la cumbia, el cumbión, la guaracha y el pasebol. En el país se realizan varios festivales y competencias donde se premian a los acordeoneros (acordeonistas) más virtuosos en varias categorías. Los más célebres en su orden son el Festival de la Leyenda Vallenata, que se celebra anualmente en Valledupar, el Festival Cuna de Acordeones, realizado anualmente en Villanueva (Guajira), y el Festival del Río Grande de la Magdalena, que se realiza anualmente en Barrancabermeja (Santander).[3][4] Según la hipótesis del investigador Simón Martínez, su introducción en Colombia obedeció a un contrabando procedente de Curazao y que, habiendo entrado por Riohacha hacia 1885, no llegó a su destino en el interior del país sino que se quedó en el puerto de El Paso, se diseminó en la zona y fue asimilado a los ritmos de la región. Según otra teoría, la llegada del acordeón a territorio colombiano ocurre con las inmigraciones alemanas que se radicaron en el país durante la segunda mitad del siglo XIX, con el fin de fortalecer la educación en los Estados Unidos de Colombia. Una tercera teoría, del investigador Luis Delio Gómez, plantea que el acordeón fue introducido por la compañía de navegación del Rio Magdalena del alemán Juan B. Elbers, que inició labores en 1824 y que, en 1855, contaba con un mínimo de cinco barcos que navegaban a lo largo del río, donde muchos habitantes de pueblos ribereños habían asimilado y aprendido a tocar el acordeón, movilizando a cambio tabaco hasta el puerto alemán de Bremen, de donde a su vez traían numerosos productos.[5][6][7]
- España: su uso es habitual en toda la franja del norte de la península sin excepción. 
  - Asturias: a principios del siglo XX, era un instrumento con notable presencia en la música regional. Después perdió vigencia, y desde las últimas décadas del siglo XX y comienzos del XXI se ha recuperado como instrumento importante del folclore de esa comunidad.
  - Aragón, Cataluña y Valencia: es usual en el Pirineo y, en la montaña y en la huerta valenciana desde principios del siglo XX. Su comodidad, fácil mantenimiento, transporte y sonido polifónico hizo que se popularizase con velocidad, por lo que acabó desplazando a otros instrumentos tradicionales, que quedaron relegados a un uso ritual o desaparecieron.
- País Vasco, País Vasco francés y Navarra: se utiliza una variedad de acordeón diatónico denominada trikitixa, de origen italiano, cuya diferencia radica en que los bajos no son bisonoros. Es habitual en formaciones de folclore tradicional y desde finales del siglo XX se combina con ritmos más modernos como el rock y el pop, dando lugar a un nuevo género musical conocido como triki-pop.
- Irlanda: se usa para tocar folclore tradicional.
- México: se utiliza para ejecutar el género música norteña.
- Panamá: el instrumento tiene presencia desde 1850, se utiliza de forma generalizada en el folclore panameño en géneros musicales como la cumbia panameña, mazurca, pasillo, polca, punto panameño, tamborito y el típico. Así mismo, es utilizado para las danzas del Corpus Christi de Escobal, Garachiné, La Chorrera y Portobelo.
- Puerto Rico: especialmente en la zona sureste en pueblos como San Lorenzo es muy utilizado para música jíbara y en toda la isla para la plena tradicional. Se cree que llegó con inmigraciones alemanas a finales del siglo XVIII.
- República Dominicana: se utiliza para tocar el merengue típico dominicano.
- Venezuela: se usa en el joropo oriental, así como la cuereta, otro tipo de acordeón de origen europeo.

## Técnica

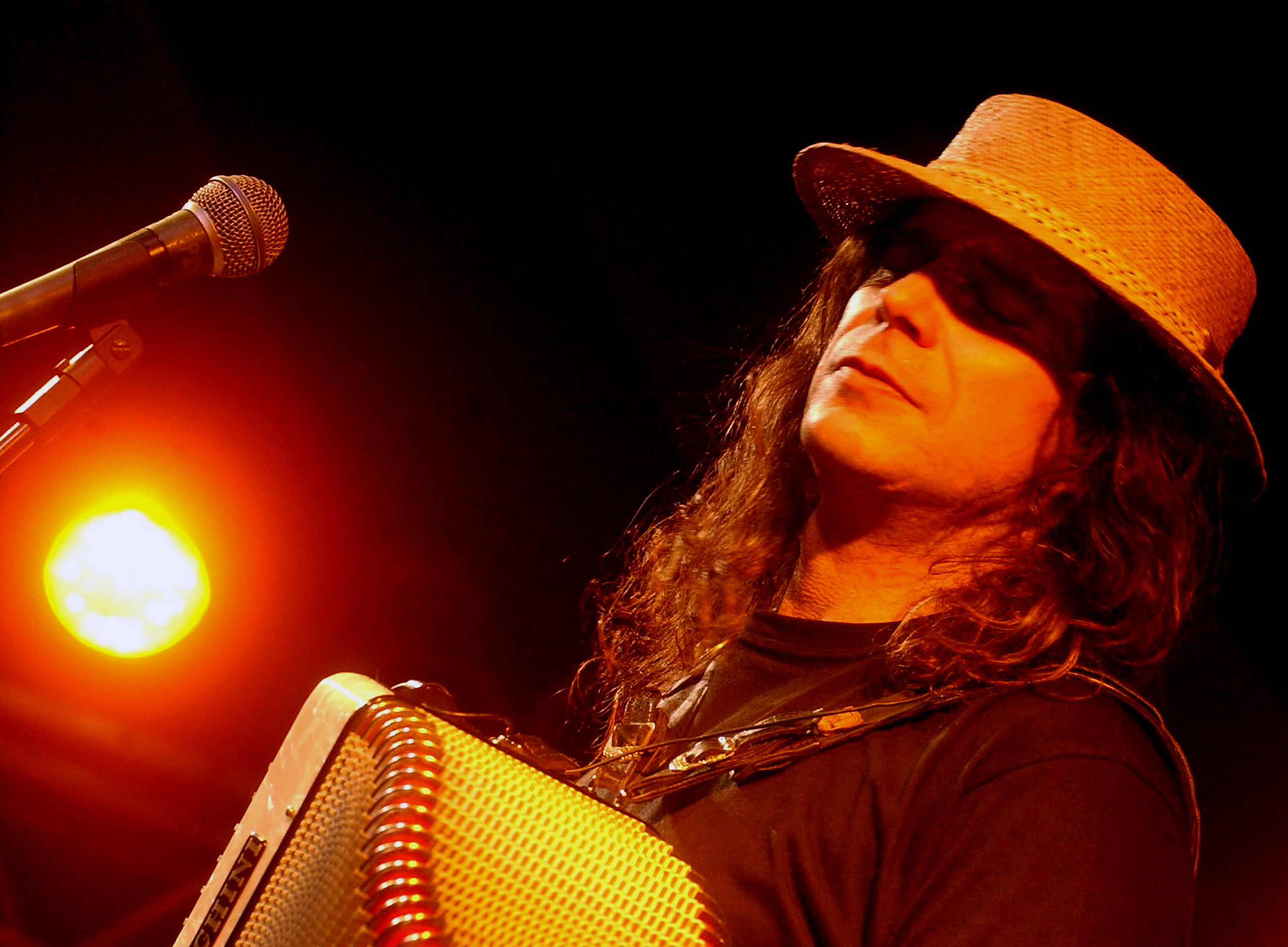
Renato Borghetti interpretando un acordeón diatónico, conocido en Brasil como «gaita ponto».

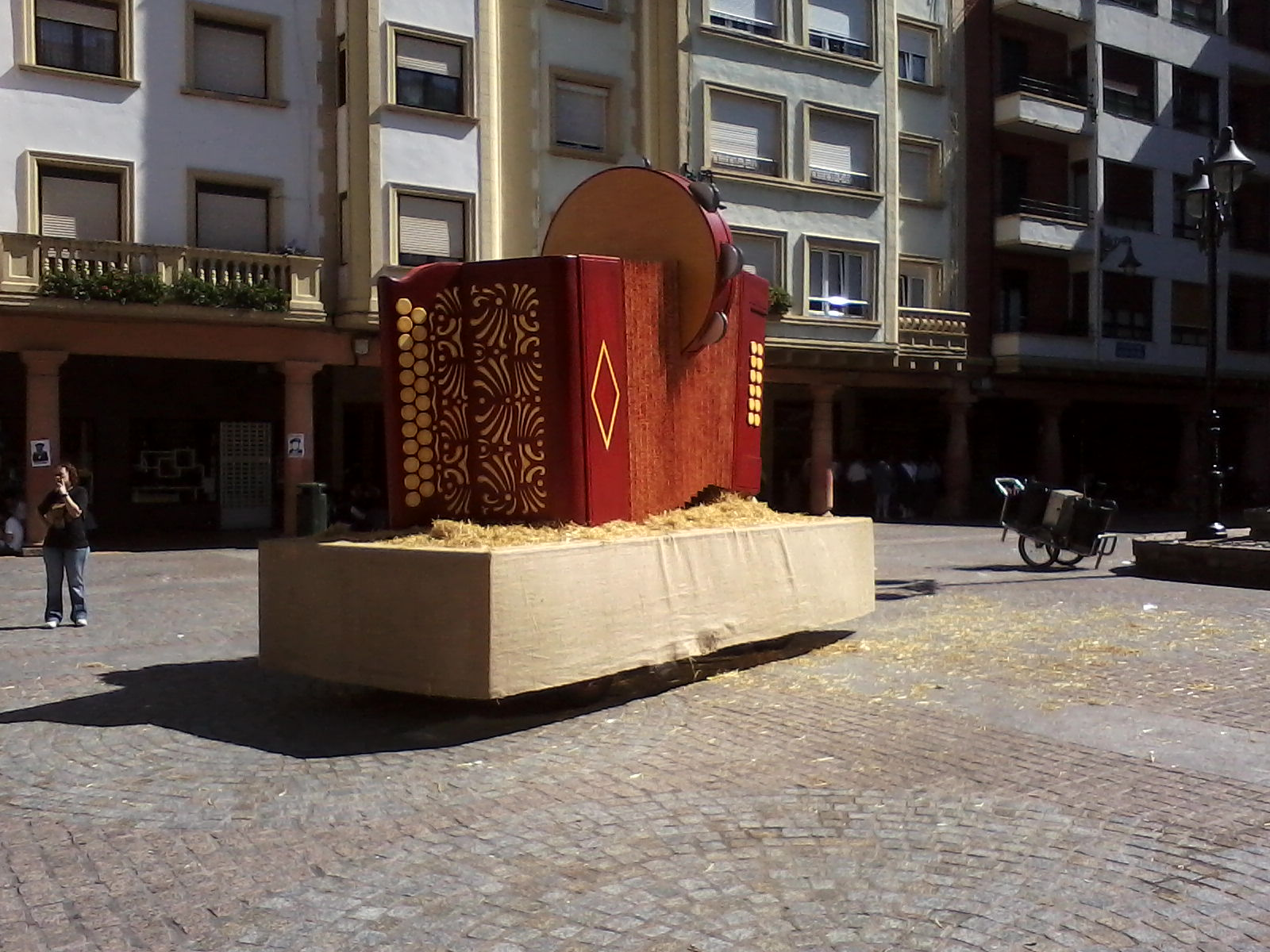
Carroza en la Fiesta Vasca 2011 celebrada en Zarauz. Aparece la pandereta con el acordeón diatónico.

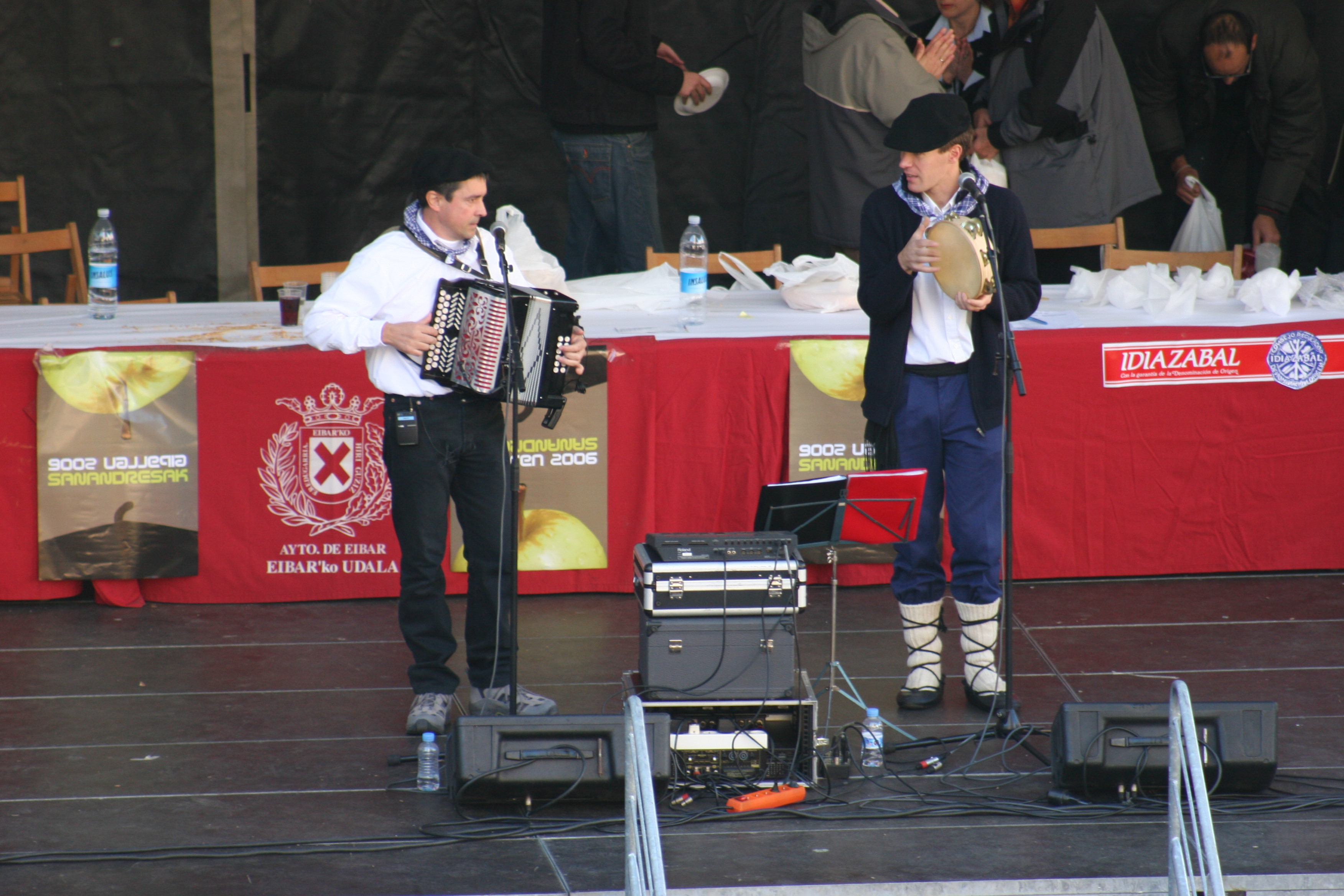
Trikiti

El acordeón diatónico de 3 líneas tiene 31 botones para la mano derecha, y en su parte del acompañamiento o bajos (que se tocan con la mano izquierda) tiene 12.
Para propósitos musicales a menudo se les cambian los tonos a estos acordeones manteniendo los mismos intervalos y relaciones armónicas de su fabricación:
- GC (Sol Do).
- BbEb (Sib Mib)
- CF (Do Fa).
- AD (La Re)
- EAD (Mi La Re).
- EbAbDb  (Mib Lab Reb).
- FBbEb (Fa Sib Mib).
- F#BE (Fa# Si Mi).
- GCF (Sol Do Fa).
- ADG (La Re Sol).
- BbEbAb (Sib Mib Lab). (Cinco letras O Besas por sus iniciales en alemán).
- BEA (Si Mi La).
- CFBb (Do Fa Sib).
- C#F#B (Do# Fa# Si).
- DGC (Re Sol Do).

Como vemos, se les denomina de acuerdo con las letras correspondientes a sus tres tonalidades mayores naturales empezando desde la más baja o grave hasta la más aguda.
A pesar de su arreglo musical, el acordeón diatónico de 3 líneas, ordenado para reproducir con facilidad 3 tonalidades mayores y 2 menores, también tiene la posibilidad de reproducir todas las demás tonalidades con un mayor grado de dificultad en la "lira", es decir los 31 botones que reproducen la melodía. No obstante, imposibilita acompañar correctamente, si se requiere, estas tonalidades con sus bajos los cuales viene limitados a los acordes correspondientes a sus tonalidades principales.

## Limitaciones
La diferencia entre un acordeón diatónico y uno cromático (como indica su nombre) radica en que el acordeón cromático posee todos los tonos y semitonos de una escala cromática, además de una gran variedad de acordes (mayores, menores, disminuidos... etc), por contra el acordeón diatónico se ciñe solo a dos tonalidades por cada línea o hilera, con sus respectivos bajos de acompañamiento.
Esto conlleva a una limitación de notas y acordes, por lo que su uso comúnmente queda relegado a unos estilos de música concretos (música tradicional, folclórica, cumbia, merengue, etc.) Por otro lado, hay acordeonistas profesionales eligen tener varios acordeones diatónicos, afinados en varias tonalidades, lo cual les permite transportar de una tonalidad a otra sin más complicaciones. Eso es muy útil en el caso de un acordeonista que no posea mucho conocimiento en música (y no pueda transportar a otras tonalidades).
Cabe aclarar que esto no quiere decir que se requiera cambiar de acordeón en medio de una canción, pero sí puede resultar cómodo cambiarlo para interpretar distintas canciones.
Existe un tercer tipo de acordeón conocido como cromático bisonoro que tiene características de diatónico porque es bisonoro (diferentes sonidos abriendo o cerrando el fuelle) y de cromático porque pueden tocarse melodías en cualquier tonalidad mayor o menor. Actualmente se fabrican en la República Checa los "Atzarin" de 3 hileras de botones (40 botones) y 72 bajos. 

## Mantenimiento
El mantenimiento del acordeón (ya sea cromático o diatónico) no es algo doméstico, sino que se suele relegar a técnicos especializados, por lo que puede resultar algo costoso. Por contra, son instrumentos no requieren constantes arreglos, no se desafinan con facilidad si se tratan con cuidado.